# مجتمع بربايس
مجتمع بربايس (لغة هولندية: Sociëteit van Berbice) تأسس 24 أكتوبر 1720 على يد أصحاب بربايس. وقد كان الإخوة نيكولاس وهندريك فان هورن، أرنولد ديكس، بيتر سخيورمانس، وكورنيليس فان بير قد حصلوا على المستعمرة من الفرنسيين في 24 أكتوبر 1714، والذين بدورهم قد احتلوا مستعمرة التي كانت سابقاً إقطاعية وراثية في حوزة عائلة فان.